# Patriark av Babylon
Patriarken av Babylon är överhuvud för Österns assyriska kyrka.

## Patriarker av Babylon, Selucia-Ctesiphon och hela Östern

### Ortodoxa patriarker
- 1 Mar Thoma Shilkha, Tomas aposteln c.35
- Mar Tulmay (Bartolomaios aposteln)
- 2 Mar Addai, Thaddeus aposteln
- 3 Mar Agai
- 4 Mar Mari
- 5 Mar Abris
- 6 Mar Abraham I
- 7 Mar Yacob I
- 8 Mar Ahha
- 9 Mar Shahioupa
- vakant
- 10 Mar Papa bar Gaggai
- 11 Mar Shimun Bar Sabba'e
- 12 Mar Shalidoste
- 13 Mar Bar Bashmin
- vakant
- 14 Mar Toumarsa
- 15 Mar Qaioma d.399
- 16 Mar Issac 399-c.410
- 17 Mar Ahha c.410-415
- 18 Mar Yab-Alaha I 415-420
- 19 Mar Maana 420
- 20 Mar Frabokht 420-421
- 21 Mar Dadisho I 421-456

### Nestorianska patriarker
- 22 Mar Babwahi 457-484
- 23 Mar Aqaq-Acace 484-496
- 24 Mar Babai I 497-503
- 25 Mar Shila 503-c.520
- 26 Mar Narsai Elisha c.520-c.535
- 27 Mar Paul I c.535-c.540
- 28 Mar Aba I c.540-552
- 29 Mar Joseph I 552-566
- 30 Mar Ezecbiel 566-581
- 31 Mar Isho-Yab I 581-596
- 32 Mar Sabrisho I 596-604
- 33 Mar Gregorius I 604-607
- vakant
  - Mar Babai den store (koadjutor) 609-628
  - Mar Aba (koadjutor) 609-628
- 34 Mar Isho-Yab II 628-644
- 35 Mar Emme 644-647
- 36 Mar Isho-Yab III 649-660
- 37 Mar Guiwarguis I 661-680
- 38 Mar Yohannan I Bar Marta 680-682
- vakant
- 39 Mar Hnan-Isho I 685-700
- vakant
- 40 Mar Sliwa Zkha 714-728
- vakant
- 41 Mar Pethion 731-740
- 42 Mar Aba 741-751
- 43 Mar Sorine 752
- 44 Mar Yacob II 754-773
- 45 Mar Hnan-Isho II 774-780
- 46 Mar Timothee I 780-c.825
- 47 Mar Isho Ben Noun c.825-828
- 48 Mar Guiwarguis II 828-832
- 49 Mar Sabrisho II 832-836
- 50 Mar Abraham II 837-850
- vakant

(Med Mar Theodossious, flyttade patriarkatet till Bagdad.)
- 51 Mar Theodossious I 853-858
- vakant
- 52 Mar Sarguis I 860-872
- vakant
- 53 Mar Israel 877
- 54 Mar Anoshel 877-884
- 55 Mar Yohannan II Bar Narsai 884-892
- 56 Mar Yohannan III 893-899
- 57 Mar Yohannan IV Bar Abgare 900-905
- 58 Mar Abraham III 905-937
- 59 Mar Emmanuel I 937-960
- 60 Mar Israel Karkhaya 961-962
- 61 Mar Abdisho I 963-986
- 62 Mar Bar Tobia 987-1000
- 63 Mar Yohannan V 1000-1012
- 64 Mar Yohannan VI Bar Nazuk 1012-1020
- 65 Mar Isho-Yab IV Bar Ezechiel 1020-1025
- vakant
- 66 Mar Eliyya I 1028-1049
- 67 Mar Yohannan VII Bar Targala 1049-1057
- 68 Mar Sabrisho III 1057-1071
- 69 Mar Abdisho II bar Ars Autraya 1071-1091
- 70 Mar Makkikha I Bar Shlemon 1092-1110
- 71 Mar Eliyya II Bar Maqli 1110-1132
- 72 Mar Bar Sauma I 1133-1136
- vakant
- 73 Mar Abdisho III Bar Moqli 1139-1148
- 74 Mar Isho-Yab V 1148-1176
- 75 Mar Elie III 1176-1190
- 76 Mar Yab-Alaha II Bar Qaiyuma 1190-1222
- 77 Mar Sabrisho IV Bar Qaioma 1222-1226
- 78 Mar Sabrisho V Bar Almassihi 1226-1256
- 79 Mar Makkikha II 1257-1265
- 80 Mar Denha I 1265-1282

(Med Mar Yab-Alaha, flyttade patriarkatet till Tabriz.)
- 81 Mar Yaballaha III Bar Turkaye 1283-1317
- 82 Mar Timothee II 1318-1332
- 83 Mar Denha II 1332-1364

(Med Mar Shimun II, flyttade patriarkatet till Mosul.)
- 84 Mar Shimun II 1365-1392
- vakant
- 85 Mar Shimun III 1403-1407
- vakant
- 86 Mar Eliyya IV 1437
- 87 Mar Shimun IV 1437-1497
- 88 Mar Shimun V 1497-1501
- 89 Mar Shimun VI 1503-1538

(Med Mar Shimun VII, flyttade patriarkatet till Alqosh.)
- 90 Mar Shimun VII 1538-1551

1552 valdes en rivaliserande katolsk patriark, se Kaldeisk-katolsk patriark av Babylon.
- 91 Mar Shimun VIII 1552-1558
- 92 Mar Shimun IX 1558
- 93 Mar Eliyya VI 1558-1576
- 94 Mar Eliyya VII 1576-1591
- 95 Mar Eliyya VIII 1591-1617
- 96 Mar Eliyya IX 1617-1660
- 97 Mar Eliyya X Yohannan Marogin 1660-1700
- 98 Mar Eliyya XI Marogin 1700-1722
- 99 Mar Elyya XII Denha 1722-1778
- 100 Mar Eliyya XIII Isho-Yab 1778-1804

1804 beslutade Assyriska kyrkan i Alqosh att acceptera Kaldeisk-katolska patriarken.

### Assyriska patriarker i Qochanis
1681 bröt Mar Shimun XIII Denkha gemenskapen med Rom och en rivaliserande kaldeisk patriark utsågs av Vatikanen.
- 98 Mar Shimun XIII Denkha (1662) 1681-1700

(Med Mar Shimun XIII Denkha, flyttade patriarkatet till Mosul.)
- 99 Mar Shimun XIV Shlemon 1700-1740
- 100 Mar Shimun XV Maqdassi Mikhail 1740-1780
- 101 Mar Shimun XVI Yohanan 1780-1820
- 102 Mar Shimun XVII Abraham 1820-1860
- 103 Mar Shimun XVIII Rouel 1860-1903
- 104 Mar Shimun XIX Benyamin 1903-1918
- 105 Mar Shimun XX Paulos 1918-1920

(Med Mar Shimun XXIII Eshai, gick patriarkatet i exil i Chicago, Illinois, USA.)
- 106 Mar Shimun XXIII Eshai 1920-1975 (mördad)
- 107 Mar Dinkha IV Khanania sedan 1976